# Philip Krömer
Philip Krömer (* 1988 in Amberg) ist ein deutscher Autor und Herausgeber.

## Leben
Philip Krömer wuchs im bayerischen Amberg auf. Er studierte Buchwissenschaft und Germanistik an der Universität Erlangen. 2015 gewann er den taz-Publikumspreis beim Berliner Literaturwettbewerb open mike mit seiner Erzählung der eine der andere, in der der österreichische Dichter H. C. Artmann auf den Massenmörder Fritz Haarmann trifft. Ebenfalls 2015 war er einer der vier Gründer des homunculus verlags, in dessen Leitung er bis Juni 2021 verblieb. Sein Debütroman Ymir oder: Aus der Hirnschale der Himmel, ein postmoderner Abenteuerroman über den Innenweltkosmos, erschien 2016. 2019 folgte der Erzählungsband Ein Vogel ist er nicht mit neun Alternativweltgeschichten im Topalian & Milani Verlag. Mit Co-Autor Björn Bischoff verfasste er 2021 für die Erlanger Nachrichten die Kurzgeschichtenserie ErlangenNOIR, in der weitgehend vergessene Begebenheiten der Erlanger Stadtgeschichte fiktionalisiert nacherzählt werden. Die Serie wurde 2023 um zwei Folgen erweitert als Buch veröffentlicht. Sein zweiter Roman Kumari, erschienen 2025 im Septime Verlag, erzählt von der Kindgöttin Kumari und dem Massenmord im nepalesischen Königshaus. Seine Erzählungen und Gedichte erschienen u. a. in Am Erker, Bella triste, Jahrbuch der Lyrik, Krachkultur und Literatur in Bayern. Philip Krömer ist Mitherausgeber der Literaturzeitschrift Seitenstechen. Er ist Vater dreier Kinder und lebt in Erlangen.

## Veröffentlichungen
- Ymir oder: Aus der Hirnschale der Himmel. homunculus verlag, Erlangen 2016, ISBN 978-3-946120-18-6.
- Ein Vogel ist er nicht. Neun Umschreibungen. Topalian & Milani Verlag, Oberelchingen 2019, ISBN 978-3-946423-09-6.
- mit Björn Bischoff: ErlangenNOIR. 12 Geschichten über Erlangens düstere Seiten. homunculus verlag, Erlangen 2023, ISBN 978-3-946120-92-6.
- Kumari. Septime Verlag, Wien 2025, ISBN 978-3-99120-059-8.

## Auszeichnungen
- 2015 taz-Publikumspreisträger des 23. open mike Berlin[8]
- 2016 Hotlist-Kandidat mit Ymir oder: Aus der Hirnschale der Himmel
- 2018 Finalist Irseer Pegasus
- 2020 2. Preis des Literatur Update Bayern[9]
- 2020 Hotlist-Kandidat mit Ein Vogel ist er nicht
- 2020 Kulturpreis der Stadt Nürnberg[10]
- 2025 Hotlist-Kandidat mit Kumari[11]